# Frank Luck
Pour les articles homonymes, voir Luck.
Frank Luck, né le 5 décembre 1967 à Schmalkalden, est un biathlète allemand. Il est notamment double champion olympique de relais, ainsi que onze fois champion du monde dont trois fois individuellement.

## Biographie
Frank Luck est né d'un père fondeur et commence à skier à l'âge de trois ans.
Au début de sa carrière, il concourt pour l'Allemagne de l'Est, pour laquelle il prend part aux Jeux olympiques en 1988, finissant sixième du sprint, puis remporte un titre mondial individuel en 1989. Ensuite, pour l'Allemagne réunifiée, il décroche de multiples médailles, dont quatre podiums olympiques (2 titres en relais en 1994 et 1998 et deux médailles d'argent sur l'individuel en 1994 et 2002). Il manque les Jeux olympiques d'hiver de 1992, à cause des oreillons.
Aux Championnats du monde, il s'impose sur le sprint en 1999, dix ans après son premier titre et la poursuite en 2000 ainsi que sur des épreuves collectives, portant son total à onze titres au total (soit parmi les cinq meilleurs). En Coupe du monde, il remporte douze épreuves dont trois à la classique d'Holmenkollen et parvient à gagner deux petits globes de spécialité (individuel en 2000 et 2002). En 2004, il prend sa retraite sportive, après un dernier titre mondial en relais. Avec onze titres mondiaux au total, il se situe seulement derrière Ole Einar Bjørndalen et Raphaël Poirée, ses rivaux contemporains jusque dans les années 2010.
Il a été l'époux de la sœur de Sven Fischer, Andrea, mais ont divorcé. Il vit ensuite avec la snowboardeuse Sandra Farmand.
En 2002, il a reçu la médaille Silbernes Lorbeerblatt, récompensant son palmarès avec l'Allemagne.
Après sa carrière sportive, il commente des courses de biathlon à la télévision puis devient directeur d'une entreprise dans le milieu de la chasse.

## Palmarès

### Jeux olympiques
| Nat.      | Épreuve / Édition                              | Individuel                         | Sprint | Poursuite                        | Relais                             |
| RDA       | Jeux olympiques d'hiver de 1988 Calgary        | —                                  | 6e     | Épreuve inexistante à cette date | —                                  |
| Allemagne | Jeux olympiques d'hiver de 1994 Lillehammer    | Médaille d'argent, Jeux olympiques | 6e     | Épreuve inexistante à cette date | Médaille d'or, Jeux olympiques     |
| Allemagne | Jeux olympiques d'hiver de 1998 Nagano         | —                                  | 7e     | Épreuve inexistante à cette date | Médaille d'or, Jeux olympiques     |
| Allemagne | Jeux olympiques d'hiver de 2002 Salt Lake City | Médaille d'argent, Jeux olympiques | 29e    | 11e                              | Médaille d'argent, Jeux olympiques |

Légende :
- : première place, médaille d'or
- : deuxième place, médaille d'argent
- : troisième place, médaille de bronze
- — : Non disputée par Frank Luck
- : épreuve inexistante ou non olympique

### Championnats du monde
| Nat.      | Mondiaux \ Épreuve             | individuel                | Sprint                   | Poursuite                        | Départ en masse                  | Relais                    | Course par équipes               |
| RDA       | 1989 Feistritz                 | 4e                        | Médaille d'or, monde     | Épreuve inexistante à cette date | Épreuve inexistante à cette date | Médaille d'or, monde      | —                                |
| RDA       | 1990 Minsk/ Oslo / Kontiolahti | 6e                        | 5e                       | Épreuve inexistante à cette date | Épreuve inexistante à cette date | Médaille de bronze, monde | Médaille d'or, monde             |
| Allemagne | 1991 Lahti                     | —                         | Médaille d'argent, monde | Épreuve inexistante à cette date | Épreuve inexistante à cette date | Médaille d'or, monde      | —                                |
| Allemagne | 1992 Novossibirsk              | JO Albertville            | JO Albertville           | Épreuve inexistante à cette date | Épreuve inexistante à cette date | JO Albertville            | 7e                               |
| Allemagne | 1993 Borovets                  | 10e                       |                          | Épreuve inexistante à cette date | Épreuve inexistante à cette date | Médaille de bronze, monde | Médaille d'or, monde             |
| Allemagne | 1995 Antholz Anterselva        | 11e                       | 7e                       | Épreuve inexistante à cette date | Épreuve inexistante à cette date | Médaille d'or, monde      | —                                |
| Allemagne | 1996 Ruhpolding                | 8e                        | 33e                      | Épreuve inexistante à cette date | Épreuve inexistante à cette date | Médaille d'argent, monde  | —                                |
| Allemagne | 1997 Osrblie                   | -                         | 7e                       | 9e                               | Épreuve inexistante à cette date | Médaille d'or, monde      | Médaille d'argent, monde         |
| Allemagne | 1998 Pokljuka Hochfilzen       | JO Nagano                 | JO Nagano                | 16e                              | Épreuve inexistante à cette date | JO Nagano                 | Médaille d'argent, monde         |
| Allemagne | 1999 Kontiolahti Oslo          | 24e                       | Médaille d'or, monde     | Médaille d'argent, monde         | 20e                              | 4e                        | Épreuve inexistante à cette date |
| Allemagne | 2000 Oslo Lahti                | Médaille de bronze, monde | 4e                       | Médaille d'or, monde             | 17e                              | Médaille de bronze, monde | Épreuve inexistante à cette date |
| Allemagne | 2001 Pokljuka                  | -                         | 11e                      | 17e                              | 22e                              | 12e                       | Épreuve inexistante à cette date |
| Allemagne | 2002 Oslo                      | JO Salt Lake City         | JO Salt Lake City        | JO Salt Lake City                | 6e                               | JO Salt Lake City         | Épreuve inexistante à cette date |
| Allemagne | 2003 Khanty-Mansiïsk           | 36e                       | 30e                      | 5e                               | 17e                              | Médaille d'or, monde      | Épreuve inexistante à cette date |
| Allemagne | 2004 Oberhof                   | -                         | -                        | -                                | -                                | Médaille d'or, monde      | Épreuve inexistante à cette date |

Légende :

 : première place, médaille d'or

 : deuxième place, médaille d'argent

 : troisième place, médaille de bronze

 : épreuve inexistante ou absente du programme

— : pas de participation à cette épreuve

### Coupe du monde
- Meilleur classement général : 3e en 1994 et 1999.
- 2 petits globes de cristal : vainqueur du classement de l'individuel en 2000 et 2002.
- 39 podiums individuels : 12 victoires, 15 deuxièmes places et 12 troisièmes places.

#### Détail des victoires individuelles
| Saison / Épreuve | Individuel | Sprint                               | Poursuite           | Mass start | Total |
| 1988-1989        |            | Albertville Feistritz (Ch. du monde) |                     |            | 2     |
| 1990-1991        |            | Oberhof                              |                     |            | 1     |
| 1992-1993        |            | Lillehammer                          |                     |            | 1     |
| 1993-1994        |            | Antholz                              |                     |            | 1     |
| 1997-1998        |            | Pokljuka Lillehammer                 |                     |            | 2     |
| 1998-1999        |            | Kontiolahti (Ch. du monde)           | Oslo                |            | 2     |
| 1999-2000        |            |                                      | Oslo (Ch. du monde) |            | 1     |
| 2001-2002        | Osrblie    | Oslo                                 |                     |            | 2     |
| Total            | 1          | 9                                    | 2                   | 0          | 12    |

#### Classements annuels
| Année | Classement général final |
| 1987  | 44e                      |
| 1988  | 31e                      |
| 1989  | 11e                      |
| 1990  | 4e                       |
| 1991  | 4e                       |
| 1992  | 32e                      |
| 1993  | 13e                      |
| 1994  | 3e                       |
| 1995  | 9e                       |
| 1996  | 8e                       |
| 1997  | 11e                      |
| 1998  | 7e                       |
| 1999  | 3e                       |
| 2000  | 5e                       |
| 2001  | 12e                      |
| 2002  | 6e                       |
| 2003  | 17e                      |
| 2004  | 39e                      |